# Шляхівська сільська рада (Коломацький район)
Шляхівська сільська́ ра́да — орган місцевого самоврядування в Коломацькому районі Харківської області. Адміністративний центр — село Шляхове.

## Загальні відомості
- Шляхівська сільська рада утворена в 1921 році.
- Територія ради: 63,975 км²
- Населення ради: 661 особа (станом на 2001 рік)

## Населені пункти
Сільській раді підпорядковані населені пункти:
- с. Шляхове
- с. Андрусівка
- с. Бондарівка
- с. Бровкове
- с. Дмитрівка
- с. Кисівка
- с. Латишівка
- с. Логвинівка
- с. Миколаївка
- с. Сургаївка

## Склад ради
Рада складається з 14 депутатів та голови.
- Голова ради: Коновалов Павло Миколайович
- Секретар ради: Демченко Тетяна Василівна

### Керівний склад попередніх скликань
| Прізвище, ім'я, по батькові   | Основні відомості                                                         | Дата обрання | Дата звільнення |
| ----------------------------- | ------------------------------------------------------------------------- | ------------ | --------------- |
| Коновалов Павло Володимирович | Сільський голова, 1968 року народження, безпартійний                      | 26.03.2006   | 31.10.2010      |
| Коновалов Павло Миколайович   | Сільський голова, 1968 року народження, освіта вища, член Партії регіонів | 31.10.2010   |                 |

Примітка: таблиця складена за даними сайту Верховної Ради України

### Депутати
За результатами місцевих виборів 2010 року депутатами ради стали:

#### За суб'єктами висування
| Суб'єкт висування                                       | Кількість обраних депутатів | %    |
| ------------------------------------------------------- | --------------------------- | ---- |
| Партія регіонів                                         | 7                           | 50   |
| Політична партія Всеукраїнське об'єднання «Батьківщина» | 3                           | 21,4 |
| Політична партія «Сильна Україна»                       | 2                           | 14,3 |
| Соціалістична партія України                            | 2                           | 14,3 |

#### За округами
| № округу                                                | Прізвище, ім'я, по батькові | Дата визнання обраним | Освіта             | Партійна приналежність                        | Відомості про обраного депутата    |
| ------------------------------------------------------- | --------------------------- | --------------------- | ------------------ | --------------------------------------------- | ---------------------------------- |
| Партія регіонів                                         |                             |                       |                    |                                               |                                    |
| 6                                                       | Дяченко Марина Іванівна     | 03.11.2010            | середня спеціальна | член Партії регіонів                          | приватний підприємець, продавець   |
| 7                                                       | Безуглий Михайло Якович     | 03.11.2010            | середня спеціальна | член Партії регіонів                          | тимчасово не працює                |
| 8                                                       | Похитайло Раїса Степанівна  | 03.11.2010            | середня спеціальна | член Партії регіонів                          | пенсіонер                          |
| 9                                                       | Сургай Олексій Віталійович  | 03.11.2010            | середня спеціальна | член Партії регіонів                          | тимчасово не працює                |
| 11                                                      | Маслій Віта Олексіївна      | 03.11.2010            | середня спеціальна | член Партії регіонів                          | КТЦ, соц.робітник                  |
| 12                                                      | Щербак Олександр Сергійович | 03.11.2010            | середня            | член Партії регіонів                          | тимчасово не працює                |
| 13                                                      | Кулик Ганна Володимирівна   | 03.11.2010            | середня спеціальна | член Партії регіонів                          | Укр.пошта, начальник відділення    |
| Політична партія Всеукраїнське об'єднання «Батьківщина» |                             |                       |                    |                                               |                                    |
| 4                                                       | Щербак Сергій Володимирович | 03.11.2010            | середня            | член Всеукраїнського об'єднання «Батьківщина» | ТОВ, ЛАН,, механізатор             |
| 10                                                      | Юсіна Марина Іванівна       | 03.11.2010            | середня спеціальна | член Всеукраїнського об'єднання «Батьківщина» | тимчасово не працює                |
| 14                                                      | Кирко Яна Миколаївна        | 03.11.2010            | середня            | член Всеукраїнського об'єднання «Батьківщина» | тимчасово не працює                |
| Політична партія «Сильна Україна»                       |                             |                       |                    |                                               |                                    |
| 1                                                       | Черничко Світлана Дмитрівна | 03.11.2010            | середня            | член Політичної партії «Сильна Україна»       | приватний підприємець, продавець   |
| 5                                                       | Демченко Сергій Ігорович    | 03.11.2010            | незакінчена вища   | член Політичної партії «Сильна Україна»       | ХУВС, юрист                        |
| Соціалістична партія України                            |                             |                       |                    |                                               |                                    |
| 2                                                       | Демченко Тетяна Василівна   | 03.11.2010            | вища               | член Соціалістичної партії України            | Шляхівська сільська рада, секретар |
| 3                                                       | Балясна Тетяна Кузьмівна    | 03.11.2010            | середня спеціальна | член Соціалістичної партії України            | Сільська бібліотека, бібліотекар   |